# Gerstaeckerella
Gerstaeckerella is een geslacht van insecten uit de familie van de Mantispidae, die tot de orde netvleugeligen (Neuroptera) behoort.

## Soorten
Deze lijst van zes stuks is mogelijk niet compleet.
- G. chilensis (Hagen, 1859)
- G. gigantea Enderlein, 1910
- G. implexa Navás, 1932
- G. irrorata (Erichson, 1839)
- G. leonina Navás, 1930
- G. riedeliana (Fischer von Waldheim, 1834)